# Martine Demaret
Pour les articles homonymes, voir Demaret.
Martine Demaret est une actrice française. Elle est notamment connue pour le rôle de la mère de Xavier, le personnage interprété par Romain Duris dans la trilogie de Cédric Klapisch.

## Filmographie

### Cinéma

#### Longs métrages
- 2002 : L'Auberge espagnole de Cédric Klapisch : la mère de Xavier
- 2004 : Casablanca Driver de Maurice Barthélémy : la femme de Joe Mateo
- 2004 : Les Poupées russes de Cédric Klapisch : la mère de Xavier
- 2005 : Camping sauvage de Christophe Ali et Nicolas Bonilauri : Edwige
- 2008 : Eden à l'ouest de Costa-Gavras : une SDF
- 2012 : Harissa mon amour de Frédéric Dantec : la mère de Fred
- 2012 : Casse-tête chinois de Cédric Klapisch : la mère de Xavier

#### Courts métrages
- 2009 : La Ménagerie de Betty de Isabelle Mayor : pharmacienne
- 2012 : Chantou de Marion Cozzutti
- 2022 : Un rêve de mer de Gaspard Millet et Martin Sultan : Georgette
- 2022 : L'annonce d'Antoine Croset : Sabine

### Télévision
- 1978 : Le Franc-tireur (téléfilm) de Maurice Failevic : Simone
- 2011 : Xanadu (série télévisée), épisodes #1.7 et #1.4 : la mère de Vanessa
- 2016 : Le juge est une femme (série télévisée), épisode #14.5 : Fight de Jean-Christophe Delpias : Éliane Tusseau
- 2023 : Salade grecque (série télévisée) :  Jeanne, la mère de Xavier